# Jaguar Mark I
La Mark I è un'autovettura di lusso prodotta dalla Jaguar dal 1955 al 1959 solamente in versione berlina.
Dopo il successo nelle competizioni (24 Ore di Le Mans su tutte), la Casa di Coventry decise di affiancare alla propria gamma di grosse berline e costose sportive una berlina dalle caratteristiche sportiveggianti meno impegnativa dal punto di vista economico. Sotto questi auspici nacque, nel 1955, il modello in questione.
Quando fu commercializzata era conosciuta come Jaguar 2.4-litre o Jaguar 3.4-litre, in base al motore che aveva installato. Spesso ai nomi citati veniva aggiunto Saloon, che in inglese significa “berlina”. La designazione “Mark I” venne assegnata con il lancio del modello erede, la Mark II. La Jaguar 2.4-litre fu la prima piccola berlina Jaguar venduta dalla fine della produzione della Mark IV 1½ Litre nel 1949. La Mark I godé di un successo immediato, che la portò ad avere volumi di vendita maggiori rispetto alle berline Jaguar più grandi.

## Storia e caratteristiche tecniche
Nel 1951 la Jaguar spostò le proprie attività produttive a Browns Lane. Questo nuovo stabilimento non solo forniva una sufficiente capacità produttiva per la gamma della Jaguar dell'epoca, ma dava anche la possibilità di estendere tale produzione anche a vetture di categoria leggermente inferiore, in un segmento di mercato all'epoca occupato da modelli come le imponenti Humber, la “bulbosa” Standard Vanguard e la massiccia Rover P4. La Mark I introdusse uno stile più moderno ed un nuovo livello di prestazioni rispetto alle vetture precedentemente commercializzate dalla Jaguar.
Sebbene rassomigliante alla più grande Mark VII, la Mark I era piuttosto differente dal modello citato per vari motivi. La differenza più importante era la realizzazione della carrozzeria e del telaio a monoscocca. Le sospensioni anteriori erano indipendenti con doppi bracci oscillanti, molle elicoidali e barra antirollio. Il telaietto ausiliario dell'avantreno era fissato alla scocca mediante supporti in gomma. Il retrotreno ad assale rigido era a balestre, bracci oscillanti e barra Panhard, secondo uno schema che ricordava quello adottato sulla D-Type, che fu un significativo miglioramento rispetto alle sospensioni delle altre berline e delle XK. La carreggiata posteriore era 114 mm più stretta di quella anteriore, rendendo l'aspetto della vettura, visto da dietro, peculiare. Questa caratteristica causava però un eccessivo sottosterzo a basse velocità; il problema però non era riscontrato ad alte velocità.
Gli interni del modello erano simili a quelli delle Jaguar contemporanee berline e da competizione, con la maggior parte dei quadranti e dei comandi posizionati al centro del cruscotto, tra il guidatore ed il passeggero. Questa configurazione ridusse le differenze tra gli esemplari con guida a sinistra e quelli con guida a destra.
Sebbene il suo disegno fosse diverso da quello delle precedenti Jaguar, la superficie vetrata ed i deflettori posteriori ricordavano la Mark IV.
Al momento del lancio, la Mark I aveva installato dei freni a tamburo da 283 mm, ma alla fine del 1957 debuttarono, come optional, i freni a disco sulle quattro ruote, che erano innovativi per l'epoca.
Dotata di una linea capace di coniugare tradizione (frontale stile XK 140), modernità (scocca di tipo portante, per la prima volta in Jaguar) e aggressività (fiancata sinuosa, con parafanghi completamente integrati, quello posteriore parzialmente coperto, e coda spiovente), la Mark 1 aveva una meccanica tradizionale (pur con qualche elemento di modernità): trazione posteriore, i già citati freni a tamburo sulle quattro ruote, sospensione anteriore a ruote indipendenti con quadrilateri e retrotreno a ponte rigido Salisbury con balestre a foglia.
La Mark I fu inizialmente offerta con una versione a corsa corta del motore a sei cilindri in linea e doppio albero a camme in testa già installato sulla XK120. Il nuovo propulsore aveva una cilindrata di 2.483 cm³ ed erogava 112 CV di potenza. Però, dal 1957, fu disponibile un motore, anch'esso a sei cilindri in linea, da 3442 cm³ e 210 CV, che era già utilizzato sulla Mark VIII; fu una risposta alla richiesta dei concessionari statunitensi della Jaguar. Diventarono disponibili anche le ruote a raggi. La versione con il motore da 3,4 L di cilindrata possedeva una calandra più grande ed un più robusto asse posteriore. Le coperture della carrozzeria delle ruote posteriori vennero invece eliminate per poter fare spazio ai mozzi delle ruote a raggi. Nell'autunno del 1957 fu disponibile per entrambi i motori un cambio automatico Borg-Warner a tre rapporti. Le altre due trasmissioni offerte erano manuali a quattro rapporti, dove per una era disponibile l'overdrive, mentre l'altra ne era sprovvista. Dallo stesso anno anche i modelli che avevano montato il propulsore da 2,4 L ebbero in dotazione la calandra più grande.
La Mark I era disponibile in due versioni, Standard o Special. La prima non possedeva il contagiri, l'impianto di riscaldamento (disponibile però come optional), il lava parabrezza, i fendinebbia e l'accendisigari. Entrambe le versioni possedevano la tappezzeria in pelle e degli inserti in noce lucidati.
Furono prodotti 19.992 esemplari della versione da 2,4 L e 17.405 della versione da 3,4 L.

## Prestazioni
Un esemplare con motore da 2,4 L e con overdrive fu provato dalla rivista specialistica The Motor nel 1956. Venne registrata una velocità massima di 163,3 km/h ed un'accelerazione da 0 a 97 km/h di 14,4 secondi, che erano un buon risultato negli anni cinquanta. Il consumo di carburante fu di 15,48 L/100 km. Il modello utilizzato nel test costava 1.532 sterline incluse le tasse.
La stessa rivista nel 1957 provò anche un esemplare con motore da 3,4 L e cambio automatico senza overdrive. Venne registrata una velocità massima di 192,8 km/h ed un'accelerazione da 0 a 97 km/h di 11,2 secondi. Il consumo di carburante fu di 13,4 L/100 km. Il modello utilizzato nel test costava 1.864 sterline, incluse le tasse di 622 sterline.
Un esemplare con motore da 3,4 L e cambio manuale con overdrive fu provato dalla rivista The Autocar nel giugno del 1958. L'accelerazione da 0 a 97 km/h fu di 9,1 secondi, e da 0 a 160 km/h di 26 secondi, quindi poco meno di un secondo della contemporanea XK150, che aveva installato lo stesso motore.

## Le competizioni
La Mark I berlina con motore da 3,4 L partecipò con successo a molti rally e competizioni automobilistiche per berline e auto da turismo. I piloti più famosi che guidarono la Mark I furono Stirling Moss, Mike Hawthorn, Tommy Sopwith e Roy Salvadori. Tra le gare più importanti che vinse, ci fu il Tour de France automobile del 1959.

## L'incidente a Mike Hawthorn
La Jaguar Mark I acquisì una certa notorietà quando il 22 gennaio 1959 Mike Hawthorn rimase ucciso in un incidente stradale. Nei pressi della circonvallazione di Guildford, Hawthorn perse il controllo della sua Mark I da 3,4 L elaborata e uscì di strada, morendo sul colpo.